# Richard Rice
Richard Goodenough Rice (ur. 19 marca 1886 w Harwell, zm. 15 października 1939 tamże) – brytyjski lekarz, lekkoatleta specjalizujący się w biegach sprinterskich.
Rice reprezentował Wielką Brytanię podczas V Letnich Igrzyskach Olimpijskich w 1912 roku w Sztokholmie, gdzie wystartował w dwóch konkurencjach. W biegu na 100 metrów z czasem 11,4 sekundy zajął w swoim biegu eliminacyjnym pierwsze miejsce, co pozwoliło mu zakwalifikować się do fazy półfinałowej. Tam także z nieznanym czasem zajął miejsce 2-5 w swoim biegu i odpadł z dalszej rywalizacji. Na dystansie 200 metrów Brytyjczyk z czasem 23,0 zajął drugie miejsce w swoim biegu eliminacyjnym i zakwalifikował się do fazy półfinałowej. Biegu półfinałowego nie ukończył.
Reprezentował barwy United Hospitals Athletic Club.

## Rekordy życiowe
- bieg na 100 metrów – 10,9 (1912)
- bieg na 220 jardów – 21,9 (1913)